# New rave
New rave (também escrito como nu rave e neu rave) é o termo usado para descrever um gênero musical que mistura elementos do rock, indie, electro house e música eletrônica. Também pode ser entendido como uma cena post-electroclash, pois ao contrário do electroclash, ligado ao revival dos anos 1980, a cena new rave utiliza fusões com sons dos anos 1990, em especial o indie rock e indie pop britânicos.
O termo foi cunhado pelo fundador da banda Klaxons, Jamie Reynolds. A revista de música britânica NME foi a grande responsável por popularizá-lo ao longo de 2006 e 2007, apesar de ter alegado, em meados de 2008, que "o new rave está acabado". O gênero tem conotações de ser uma "nova" versão de rave, além de ser um trocadilho com o termo new wave.
Críticos da nomenclatura dizem que o termo foi cunhado para definir um movimento que nunca existiu.
Exemplos de bandas que emergiram em meio ao New rave foram Crystal Castles, Cansei de Ser Sexy, Hot Chip, The Sunshine Underground e Shitdisco.